# ジョン・パーカー (初代ボリンドン男爵)

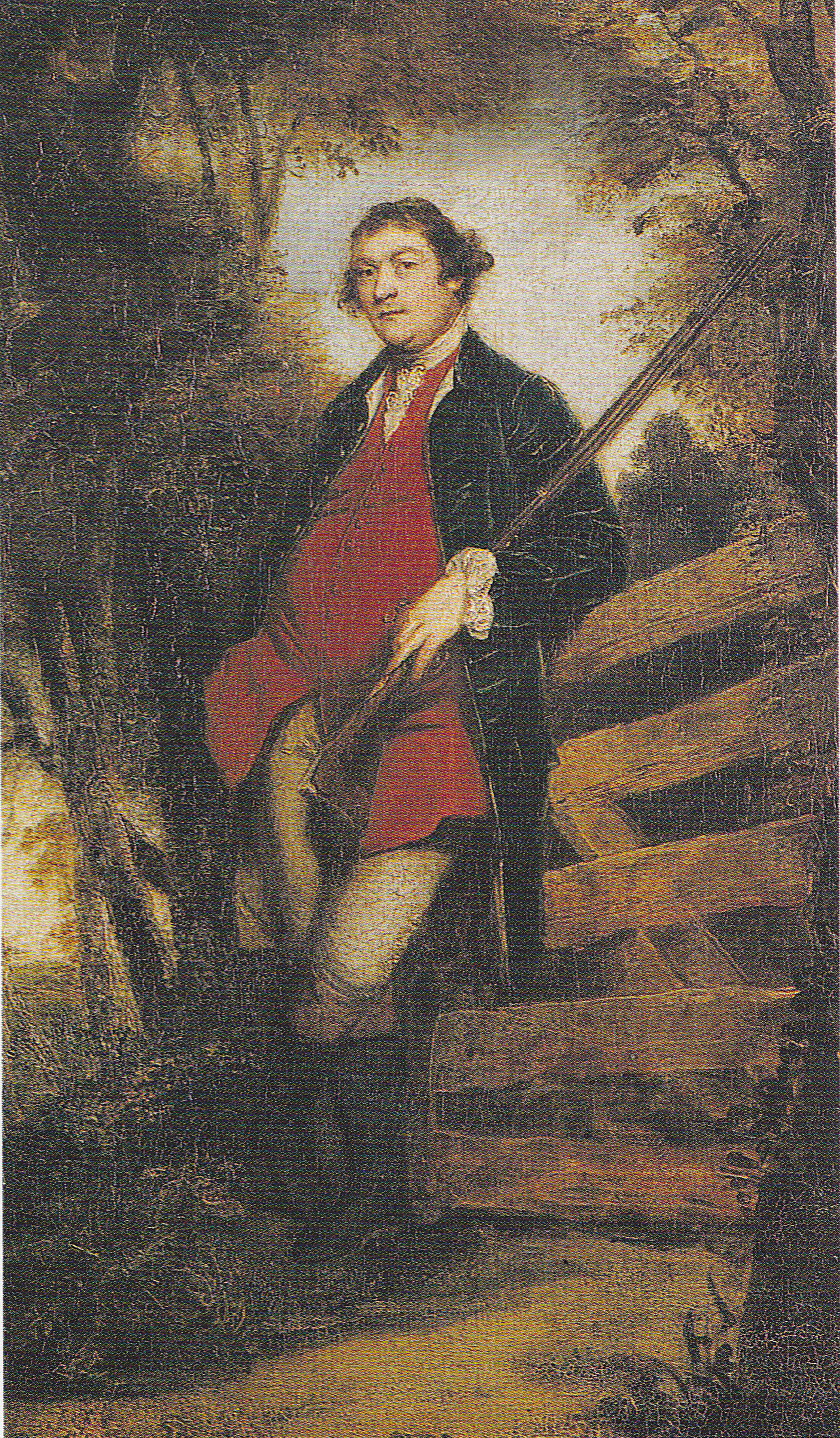
ジョシュア・レノルズによる肖像画、1770年ごろ。

初代ボリンドン男爵ジョン・パーカー（英語: John Parker, 1st Baron Boringdon FRS、1735年? – 1788年4月27日）は、グレートブリテン王国の政治家、貴族。トーリー党に所属し、1761年から1784年まで庶民院議員を務めた。

## 生涯
ジョン・パーカー（John Parker、1768年4月18日没、ジョージ・パーカーの息子）と妻キャサリン（Catherine、旧姓ポーレット（Poulett）、初代ポーレット伯爵ジョン・ポーレットの娘）の息子として、1735年ごろに生まれた。1753年10月23日、オックスフォード大学クライスト・チャーチに入学した。
1761年イギリス総選挙では第2代シェルバーン伯爵ウィリアム・ペティが第3代ビュート伯爵ジョン・ステュアートの後援を受けて、パーカーのボドミン選挙区での当選を手配した。1762年5月に議員を辞任して、代わりにビュート伯爵の後援を受けてデヴォン選挙区の補欠選挙に出馬、当選を果たした。以降1768年、1774年、1780年に再選した。
ヘンリー・フォックスが1762年12月に作成した議員リストによれば、七年戦争の予備講和条約を支持した。1764年2月に一般逮捕状をめぐる採決で野党に同調して投票した。この時期に作成された議員リストでは分類が異なることが多く、初代ニューカッスル公爵トマス・ペラム＝ホリスの分類では「確実な友」（sure friend、1764年5月）、第2代ロッキンガム侯爵チャールズ・ワトソン＝ウェントワースの分類では「支持」（pro、1765年7月）と「チャタム派」（Chatham、1766年11月）とされた。『英国議会史』によれば、実際にはトーリー党所属でカントリのジェントルマンとして投票し、グラフトン公爵内閣期（1768年 – 1770年）とノース内閣期（1770年 – 1782年）では常に野党に同調して投票した。シェルバーン伯爵内閣期（1782年 – 1783年）では1783年2月にアメリカ独立戦争の予備講和条約に賛成票を投じ、フォックス＝ノース連立内閣期（1783年）では5月に選挙法改正に賛成票を投じ、11月に採決にかけられたチャールズ・ジェームズ・フォックスの東インド法案には投票しなかった。
1767年4月9日、王立協会フェローに選出された。
1784年イギリス総選挙で投票せずに議員を退任、同年5月18日にグレートブリテン貴族であるデヴォンシャーにおけるボリンドンのボリンドン男爵に叙された。
1788年4月27日、デヴォンにある自邸で死去、息子ジョンが爵位を継承した。

## 家族

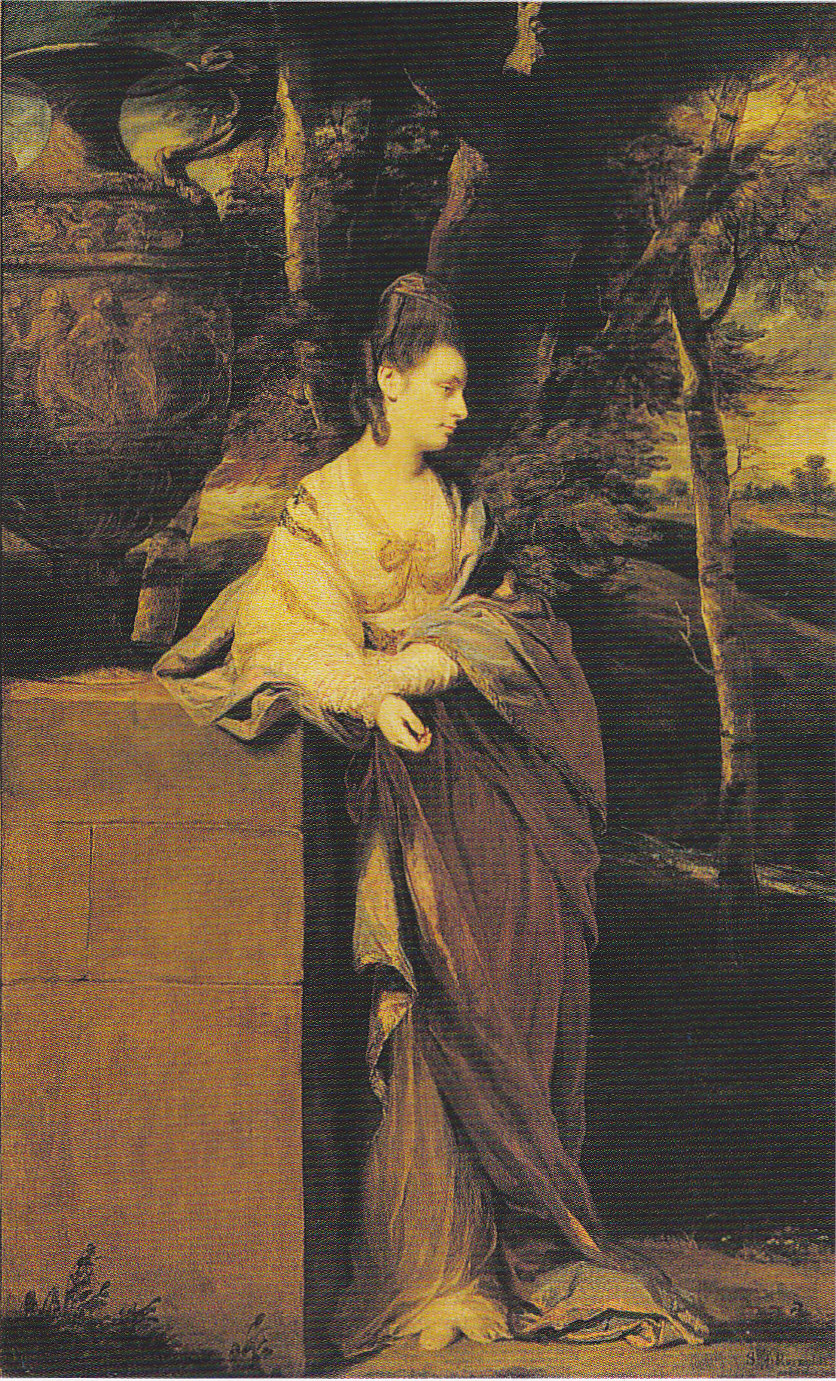
2人目の妻テリーザの肖像画。ジョシュア・レノルズ画、1770年から1772年ごろ。

1764年1月10日、フランシス・ホート（Frances Hort、1764年没、聖職者ジョサイア・ホートの娘）と結婚したが、2人の間に子供はいなかった。
1769年5月18日、テリーザ・ロビンソン（1745年1月1日 – 1775年12月21日、初代グランサム男爵トマス・ロビンソンの娘）と再婚、1男1女をもうけた。
- ジョン（英語版）（1772年5月3日 – 1840年3月14日） - 第2代ボリンドン男爵、初代モーリー伯爵[2][8]
- テリーザ - 1798年4月17日、ジョージ・ヴィリアーズ閣下（英語版）（1759年11月23日 – 1827年3月21日、初代クラレンドン伯爵トマス・ヴィリアーズの三男）と結婚、子供あり[9]

## 競馬
ボリンドン男爵は下記の優勝馬を所有した。
- サルトラム - 1783年のダービーステークスで優勝[10]